# Campeonato Panamericano de Lucha de 2015
El Campeonato Panamericano de Lucha se celebró en Chile (Santiago de Chile) entre el 22 y el 27 de abril de 2015 bajo la organización de la Federación Internacional de Luchas Asociadas (FILA).

## Medallero
| Núm.  | País                 | Oro | Plata | Bronce | Total |
| ----- | -------------------- | --- | ----- | ------ | ----- |
| 1     | Estados Unidos       | 11  | 5     | 2      | 18    |
| 2     | Cuba                 | 9   | 3     | 4      | 16    |
| 3     | Canadá               | 2   | 4     | 7      | 13    |
| 4     | Colombia             | 1   | 2     | 5      | 8     |
| 5     | Brasil               | 1   | 1     | 3      | 5     |
| 6     | Venezuela            | 0   | 4     | 10     | 14    |
| 7     | Ecuador              | 0   | 2     | 1      | 3     |
| 8     | Argentina            | 0   | 1     | 3      | 4     |
| 9     | México               | 0   | 1     | 2      | 3     |
| 10    | República Dominicana | 0   | 1     | 1      | 2     |
| 11    | Perú                 | 0   | 0     | 4      | 4     |
| 12    | Puerto Rico          | 0   | 0     | 1      | 1     |
| 12    | Chile                | 0   | 0     | 1      | 1     |
| 12    | Guatemala            | 0   | 0     | 1      | 1     |
| TOTAL | TOTAL                | 24  | 24    | 44     | 92    |

## Resultados

### Lucha grecorromana masculina
| Evento | Oro                              | Plata                               | Bronce                                                               |
| ------ | -------------------------------- | ----------------------------------- | -------------------------------------------------------------------- |
| 59 kg  | Maikel Anache · Cuba             | Spenser Mango Estados Unidos        | Juan Carlos López · Colombia · Jansel Ramírez · República Dominicana |
| 66 kg  | Miguel Martínez · Cuba           | Jaír Cuero Muñoz · Colombia         | Wuileixis Rivas · Venezuela · Mario Molina · Perú                    |
| 71 kg  | Patrick Smith Estados Unidos     | José Oliveros · Venezuela           | Gil Leon Silva · Brasil · ----                                       |
| 75 kg  | Julio Bastida · Cuba             | Juan Ángel Escobar · México         | Carlos Muñoz · Colombia · Maximiliano Prudenzano · Argentina         |
| 80 kg  | Josef Patrick Rau Estados Unidos | Víctor Montero · Venezuela          | Luis Rivera · México · José Escobar · Colombia                       |
| 85 kg  | Gilberto Piquet Herrera · Cuba   | Gabriel Dean Estados Unidos         | Querys Pérez · Venezuela · Alfonso Leyva · México                    |
| 98 kg  | Reinier Monteagudo · Cuba        | Davi Albino · Brasil                | Luillys Pérez · Venezuela · Caylor Williams · Estados Unidos         |
| 130 kg | Robert Smith Estados Unidos      | Ramón García · República Dominicana | Luciano Del Rio · Argentina · Yasmani Acosta · Cuba                  |

### Lucha libre masculina
| Evento | Oro                                | Plata                           | Bronce                                                 |
| ------ | ---------------------------------- | ------------------------------- | ------------------------------------------------------ |
| 57 kg  | Alfredo Cisneros · Cuba            | Zachary Sandres Estados Unidos  | Steven Takahashi · Canadá · Jefferson Mayea · Ecuador  |
| 61 kg  | Andrew Hochstrasser Estados Unidos | Wilmar Hernández · Colombia     | César Osorio · Venezuela · Vincent De Marinis · Canadá |
| 65 kg  | Jason Chamberlain Estados Unidos   | Wilfredo Henríquez · Venezuela  | Marvin Miranda · Guatemala · Lázaro Carbonell · Cuba   |
| 70 kg  | Dustin Schlatter Estados Unidos    | Ahmed Shamiya · Canadá          | Esteban Sánchez · Colombia · ----                      |
| 74 kg  | Tyler Caldwell Estados Unidos      | Jevon Balfour · Canadá          | Luis Quintana · Cuba · Eduardo Gajardo · Chile         |
| 86 kg  | Yurieski Torreblanca · Cuba        | Chris Perry Estados Unidos      | Pool Ambrocio · Perú · Matthew Miller · Canadá         |
| 97 kg  | Dustin Kilgore Estados Unidos      | Abraham de Jesús Conyedo · Cuba | Arjun Gill · Canadá · Yuri Maier · Argentina           |
| 125 kg | Zachery Rey Estados Unidos         | Andrés Ramos · Cuba             | Luis Vívenes · Venezuela · Korey Jarvis · Canadá       |

El peruano Abel Herrera (65 kg, medalla de plata) y el brasileño Juan Bittencourt (97 kg, medalla de bronce) perdieron sus medallas por dar positivo en casos de dopaje.

### Lucha libre femenina
| Evento | Oro                              | Plata                            | Bronce                                                      |
| ------ | -------------------------------- | -------------------------------- | ----------------------------------------------------------- |
| 48 kg  | Geneviève Morrison · Canadá      | Katiuska Toaza · Ecuador         | Sehilyn Oliveiros · Venezuela · Thalía Mallqui · Perú       |
| 53 kg  | Sayury Cañón · Colombia          | Carlene Sluberski Estados Unidos | Betzabeth Argüello · Venezuela · Giullia Rodrigues · Brasil |
| 55 kg  | Sarah Hildebrandt Estados Unidos | Luisa Valverde · Ecuador         | Brittanee Laverdure · Canadá · ----                         |
| 58 kg  | Joice da Silva · Brasil          | Jasmine Barker · Canadá          | Yanet Sovero · Perú · Yaquelin Estornell · Cuba             |
| 60 kg  | Jennifer Page Estados Unidos     | Mirna Henríquez · Venezuela      | Indira Moores · Canadá · -----                              |
| 63 kg  | Katerina Vidiaux · Cuba          | Breanne Graham · Canadá          | Nathaly Grimán · Venezuela · Amanda Hendey · Estados Unidos |
| 69 kg  | Yudaris Sánchez · Cuba           | Luz Clara Vázquez Argentina      | Dayanara Rivera · Puerto Rico · María Acosta · Venezuela    |
| 75 kg  | Justina Di Stasio · Canadá       | Lisset Hechavarría · Cuba        | Andrea Olaya · Colombia · Aline Ferreira · Brasil           |